# Yves Rossy
Yves Rossy   (Neuchâtel, 27 d'agost de 1959) és un pilot de línies aèries i inventor, conegut com l'autor d'un aparell individual que, col·locat a l'esquena com una motxilla, utilitza unes petites ales d'avió rígides de fibra de carboni equipades amb reactors, per poder volar.

## Biografia
Rossy va néixer al cantó suís de Neuchâtel el 1959. Va exercir com a pilot de combat a la Força Aèria Suïssa, pilotant avions Dassault Mirage III, Northrop F-5, Tiger II i Hawker Hunters. Va pilotar avions Boeing 747 per l'antiga companyia Swissair, i posteriorment Airbus A320 de la companyia Swiss International Air Lines. Actualment, patrocinat per Dubai, només es dedica a ser Jet Man.

## Jet Man

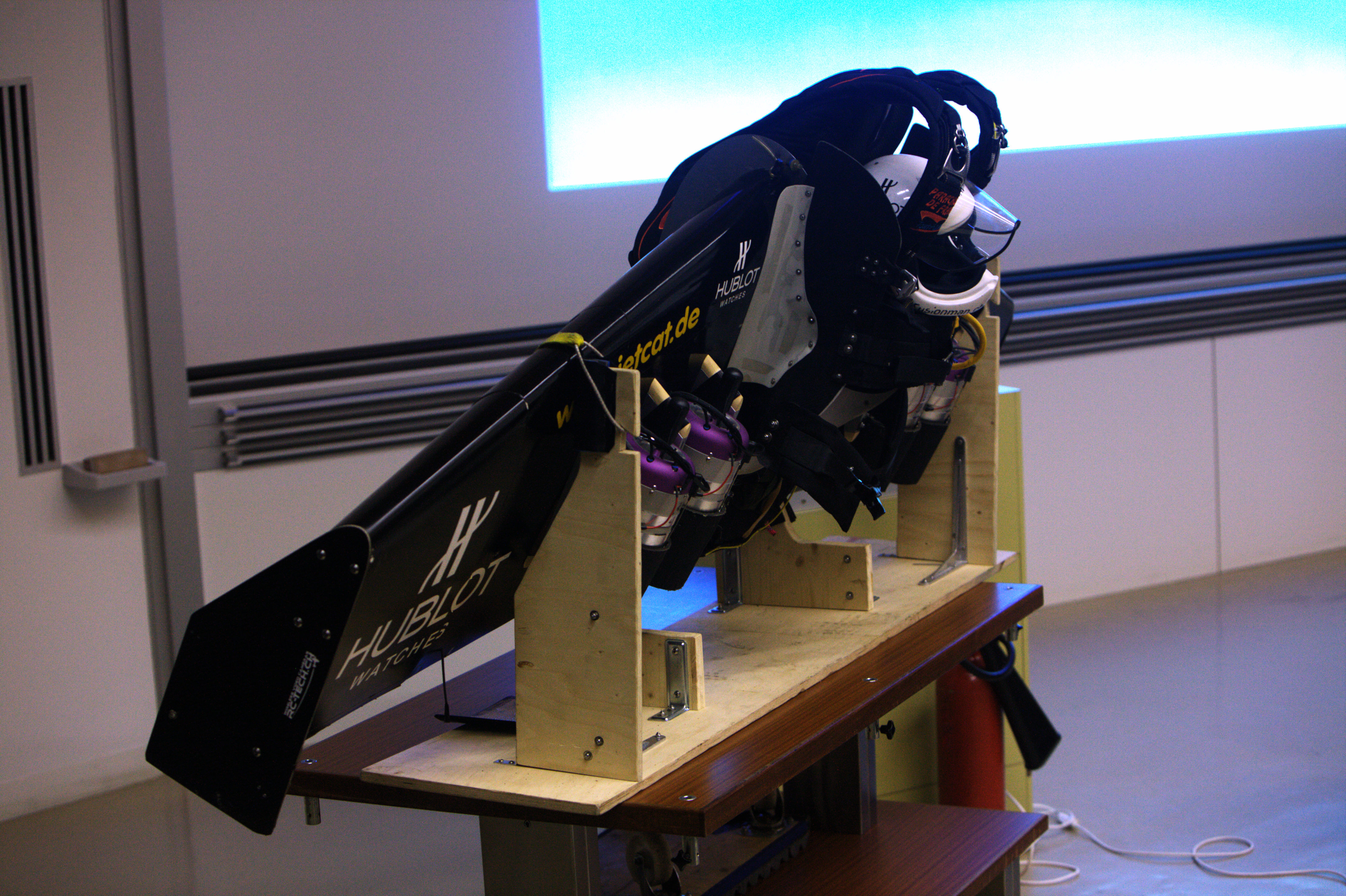
Ala rígida de Rossy

Rossy va desenvolupar i construir un sistema en forma d'ales d'avió semirígides de fibra de carboni de prop de 2,4 metres d'envergadura, propulsades en una primera versió per dos reactors que li permetien volar només horitzontalment i posteriorment de quatre reactors amb els quals ja va poder volar en tres dimensions fins a arribar als 300 km/h. Aquests motors empren com a combustible el querosè i estan situats sota les ales. Rossy vesteix un equip resistent a la calor, fabricat d'un teixit semblant al que porten els bombers i els pilots d'automobilisme. Les ales de fibra de carboni i que es pleguen gràcies a unes motllures col·locades en el punt mitjà de l'ala, li permeten mantenir un vol horitzontal estable que controla fent servir les seves mans i el seu cos: gira el cap a la dreta o a l'esquerra per anar en la direcció convenient, i el cap en conjunt amb l'esquena per ascendir o descendir. L'aterratge, però, requereix un paracaigudes. Per tot aquest fet ha sigut esmentat en la premsa per diversos sobrenoms com L'Aviador, Jetman, Rocketman o FusionMan.

### Vols de desenvolupament
El seu primer intent amb èxit va ser el 24 de juny de 2004, prop de Ginebra (Suïssa). Des de llavors ha realitzat amb les seves ales més de 30 vols amb èxit. Les seves ales es van exhibir a l'abril del 2008 en la trenta-cinquena Exhibició d'Invents a Ginebra i el 14 de maig de 2008 va realitzar un vol reeixit d'uns sis minuts de durada des de la localitat de Bex, a prop del llac Léman. Va ser la seva primera aparició pública, durant la qual va realitzar piruetes d'un costat a un altre de la vall del riu Roine a una altitud de 790 metres. Des del 2007, un dels seus llocs d'entrenament és a l'aeròdrom privat Skydive Empuriabrava d'Empuriabrava (Girona, Costa Brava).
El 2008, Rossy va fer un vol sobre els Alps, aconseguint una velocitat de descens superior a 304 quilòmetres per hora, i una velocitat mitjana de 200 quilòmetres per hora.
Després d'haver-ho d'ajornar en dues ocasions a causa de les condicions meteorològiques, el 26 de setembre de 2008 a les 14:19, Yves Rossy va aconseguir creuar el canal anglès de la Mànega amb la seva ala jet, noranta-nou anys després que ho fes Louis Blériot. Es va llançar des d'un avió Pilatus sobre Calais, a gairebé 300 km/h i que el portà a uns 200 km/h, prop de la costa d'Anglaterra per aterrar a un camp prop de Dover, després de quelcom menys de deu minuts: 9 minuts i 7 segons. Els 32 litres de querosè permesos per alimentar els quatre reactors, van ser suficients per connectar els 35 quilòmetres entre Calais (França) i Dover (Anglaterra).
Al novembre de 2009, Rossy va intentar creuar l'Estret de Gibraltar, amb l'esperança de ser la primera persona que volés entre dos continents utilitzant un jetpack. Va saltar des d'una avioneta sobre Tànger (Marroc) i es va dirigir en direcció a Espanya. S'esperava que el vol durés al voltant d'un quart d'hora però els vents i els forts bancs de núvols, van obligar a Rossy a abandonar en ple mar i ser recollit deu minuts més tard pel seu helicòpter de suport només a tres milles de la costa espanyola. Va ser traslladat a un hospital de Jerez, i aviat va ser donat d'alta, il·lès. La Guàrdia Costanera espanyola va recuperar el jetpack (que tenia un paracaigudes i un flotador).
El 5 de novembre de 2010, Rossy va provar una nova versió del seu sistema de vol de propulsió i va realitzar amb èxit dos llaços aeris abans d'aterrar en paracaigudes. Es va llançar des d'un globus aerostàtic pilotat per Brian Jones a 2.400 metres d'altitud.
El 7 de maig de 2011, Rossy va sobrevolar sobre el Gran Canyó d'Arizona durant vuit minuts. Però l'Administració Federal d'Aviació dels Estats Units (FAA) havia classificat al seu sistema de vol com el d'un avió, i no hi ha testimonis independents per documentar el seu vol.

## Reconeixements i aparicions en mitjans de comunicació
Va ser guardonat amb el Toisó d'Or de l'Aventurer en el 2009 al Festival de Cinema d'Aventura de Dijon organitzat anualment pel Gremi Europeu de Raid i la ciutat de Dijon.
Rossy va sortir en un episodi de "Súper Humans" [10] i a "Top Gear" de la BBC, on va competir amb Richard Hammond i Toni Gardemeister. Va ser l'atracció principal a l'Experimental Aircraft Associació AirVenture Fly-In del 2013, el major dels Estats Units. També és citat a la sèrie de televisió NCIS en un capítol sobre motxilles propulsores.